# J. van de Wynckélé
J. van de Wynckélé (fl. XX secolo) è stato un golfista francese.
Partecipò ai Giochi olimpici del 1900 di Parigi nel torneo golfistico maschile, dove raggiunse il dodicesimo posto.